# Massepha grammalis
Massepha grammalis là một loài bướm đêm trong họ Crambidae.